# Convexolaimus teissieri
Convexolaimus teissieri är en rundmaskart som beskrevs av Vitiello 1967. Convexolaimus teissieri ingår i släktet Convexolaimus och familjen Oncholaimidae. Inga underarter finns listade i Catalogue of Life.